# Hinthada
Hinthada (ang. Hinthata, hist. Henzada) – miasto w południowej Mjanmie, nad rzeką Irawadi. Około 138 tys. mieszkańców. Ośrodek przemysłowy.